# ریچارد کنلی
ریچارد کنلی (انگلیسی: Richard Kennelly؛ زادهٔ july ۴, ۱۹۶۵ (۵۹ سال)) ورزشکار روئینگ اهل ایالات متحده آمریکا است.
وی در مسابقات کشوری و بین‌المللی در مجموع برندهٔ ۱ مدال نقره شده‌است.